# Germán Espinosa
Germán Espinosa Villareal (Cartagena de Indias, 30 de abril de 1938-Bogotá, 17 de octubre de 2007) fue un novelista, cuentista, poeta y ensayista colombiano. Autor de cuarenta libros, en los géneros de poesía, novela, cuento, ensayo y biografía, entre los que destaca La tejedora de coronas, publicada en 1982.

## Biografía
Como el presidente Alberto Lleras, el poeta Álvaro Mutis, el cura revolucionario Camilo Torres y el columnista Antonio Caballero, estudió en el Colegio Mayor de Nuestra Señora del Rosario, sin poder obtener allí su grado de bachiller. Germán Espinosa empezó a darse a conocer con relatos breves y relatos eróticos de tendencia principalmente fantástica, sazonados casi siempre con finos rasgos psicológicos, recogidos cuatro años más tarde en el volumen titulado La noche de la Trapa. En este libro, eludiendo en forma notoria todo costumbrismo o pintoresquismo, se preocupó por situar sus narraciones en ámbitos universales, sin por ello soslayar los temas nacionales. Dentro de ese marco escribió en 1967 su primera novela, La lluvia en el rastrojo, publicada solo años después, en la cual satiriza ciertas costumbres de la clase alta bogotana y cuyo desenlace fantástico no la priva de crudos matices realistas. A partir de 1965 con su esposa la pintora Josefina Torres, vivieron juntos en Cartagena. En 1975 la familia Espinosa se mudó a Bogotá viviendo en las Torres de Fenicia Torre B apartamento 1903, donde cultivó amistad con su vecino el librero César Luis Repetto.
La publicación en 1970 de la segunda de sus novelas, Los cortejos del diablo, lanzada simultáneamente en Montevideo y en Caracas, atrajo hacia Espinosa la atención de Hispanoamérica, ante todo por los elogios que recibió de la crítica argentina y del escritor peruano Mario Vargas Llosa y, más tarde, de comentaristas italianos al ser vertida a esa lengua. Se ocupa esta obra de los tiempos en que Cartagena de Indias fue sede del Tribunal de la Inquisición y de la cacería de brujos desatada por el Inquisidor General Juan de Mañozga, que en la ficción aspira a ser el Torquemada de las Indias. El trasfondo histórico se encuentra en ella inmensamente contaminado de ficción y, a ratos, de fantasía arrebatada, razón por la cual cierta crítica —rectificada luego con creces— intentó clasificar al autor dentro del llamado realismo mágico, del cual él a conciencia deseaba apartarse. La ocurrencia de la acción en el siglo XVII determina a Espinosa a emplear un lenguaje de resonancias barrocas, salpimentado de arcaísmos, con giros que por momentos evocan la prosa o el verso satírico de Francisco de Quevedo. 
La tejedora de coronas es la obra culminante de Germán Espinosa. Las remembranzas de Genoveva Alcocer, protagonista de la novela, llevan al siglo XVIII, época de apasionadas búsquedas, ebullición intelectual y grandes transformaciones. Genoveva es una criolla aventurera, visionaria y lúcida que parte de su Cartagena de Indias natal a recorrer el mundo y a participar de la rebeldía y la emancipación propias del Siglo de las Luces. La tejedora de coronas fue el fruto de la maduración intermitente de doce años de trabajo de Germán Espinosa. La novela fue finalista del premio literario Rómulo Gallegos.
Germán Espinosa murió el 17 de octubre de 2007 víctima de un paro respiratorio ocasionado por una neumonía que lo aquejaba desde hacía varias semanas. Desde hace cinco meses padecía de un cáncer en la lengua, que prácticamente le impedía hablar.

## Obras publicadas
Novela
- Los cortejos del diablo: balada de tiempos de brujas, Montevideo, 1970
- El magnicidio, Bogotá, 1979
- La tejedora de coronas, Bogotá, 1982
- El signo del pez, Bogotá, 1987
- Sinfonía desde el nuevo mundo, Bogotá, 1990
- La tragedia de Belinda Elsner, Bogotá, 1991
- Los ojos del basilisco, Bogotá, 1992
- La lluvia en el rastrojo, Bogotá, 1994
- La balada del pajarillo, Bogotá, 2001
- Rubén Darío y la sacerdotisa de Amón, Bogotá, 2003
- Cuando se besan las sombras, Bogotá, 2004
- Novelas bogotanas, Bogotá, 2005 (Incluye: Los ojos del basilisco, La lluvia en el rastrojo y La tragedia de Belinda Elsner)
- Novelas del poder y de la infamia, Bogotá, 2006 (Incluye: Los cortejos del diablo, Sinfonía desde el nuevo mundo y El magnicidio),
- Aitana, Bogotá, 2007

Cuento
- La noche de la trapa: cuentos 1961-1964, Bogotá, 1965
- Los doce infiernos, Bogotá, 1976
- Noticias de un convento frente al mar, Bogotá, 1988
- Orika de los palenques, Bogotá, 1991
- El naipe negro de Tony, Bogotá, 1998
- Cuentos completos, Bogotá, 1998
- Romanza para murciélagos, Bogotá, 1999
- Sus mejores cuentos: antología personal, Medellín, 2001
- La máscara amorosa de la muerte, Medellín, 2009

Poesía
- Letanías del crepúsculo, Bogotá, 1954
- Reinvención del amor, Bogotá, 1974
- Libro de conjuros, Roldanillo, 1980
- Canciones interludiales, Bogotá, 1995
- Diario de un circunnavegante, Bogotá, 1995
- Obra Poética, Bogotá, 1995
- Quien se aleja soy yo: poesía 1991-2000, Medellín, 2001
- Clave de... mí : poemas escogidos (1950-2007), Bogotá, 2008

Biografía
- Federico Lleras Acosta: la guerra contra lo invisible, Bogotá, 1998
- Lino de Rombo: el sabio de las siete esferas, Bogotá, 1998
- Personajes del mundo: biografías de los hombres y mujeres que han efectuado aportes determinantes para la historia y el progreso de la humanidad, Bogotá, 2000
- Torquemada: el fraile diabólico, Bogotá, 2005

Ensayos
- Guillermo Valencia, Bogotá, 1989
- Luis Carlos López, Bogotá, 1989
- La liebre en la luna, Bogotá, 1991
- La aventura del lenguaje, Bogotá, 1992
- La elipse de la codorniz: ensayos disidentes, Bogotá, 2001
- Ensayos completos (2 tomos), Medellín, 2002 (Incluye: Volumen 1. 1968-1988: La liebre en la luna y La aventura del lenguaje y Volumen II. 1989-2002: Luis Carlos López, Guillermo Valencia, La elipse de la codorniz y El sueño etílico en Atenas y otras prosas)
- La vida misteriosa de los sueños, Bogotá, 2005
- El papel del perro en la transformación del hombre en mono... y otros ensayos, Manizales, 2005
- Herejías y ortodoxias, Bogotá, 2008

Crónicas y otros textos de no ficción
- Crónicas de un caballero andante: 1958-1999, Bogotá, 1999
- Los oficios y los años: prosas de juventud, Medellín, 2002
- El espejo retrovisor : prosas dispersas: 1974-2007, Bogotá, 2010

Memorias
- La verdad sea dicha: mis memorias, Bogotá, 2003

Periodismo
- Anatomía de un traidor, Bogotá, 1973
- Caso Handel: punto final, Bogotá, 1982

Compilaciones
- Lo mejor de Luis C. López, Bogotá, 1961
- Tres siglos y medio de poesía colombiana: (1630-1980), Bogotá, 1980
- Espinosa oral : las 24 mejores entrevistas a Germán Espinosa. Selección seguida de una cronología de la vida del autor, Bogotá, 2000
- Antología poética de Rafael Pombo, Medellín, 2001

Teatro
- El basileus, Bogotá, 1966